# 佩雷斯托尔特
佩雷斯托尔特（法語：Peyrestortes，法語發音：[peʁɛstɔʁt] ⓘ）是法国东比利牛斯省的一个市镇，位于该省东北部，属于佩皮尼昂区。

## 地理
佩雷斯托尔特（42°45'18"N, 2°51'13"E）面积7.96 平方千米，位于法国奧克西塔尼大區东比利牛斯省，该省份为法国大陆部分最南部的省份，涵盖了北加泰罗尼亚，北起奥德省，西接阿列日省和安道尔，南与西班牙接壤，东临地中海。
与佩雷斯托尔特接壤的市镇（或旧市镇、城区）包括：阿格利河畔埃斯皮拉、里沃萨尔特、佩皮尼昂、圣埃斯泰沃、巴沙斯。
佩雷斯托尔特的时区为UTC+01:00、UTC+02:00（夏令时）。

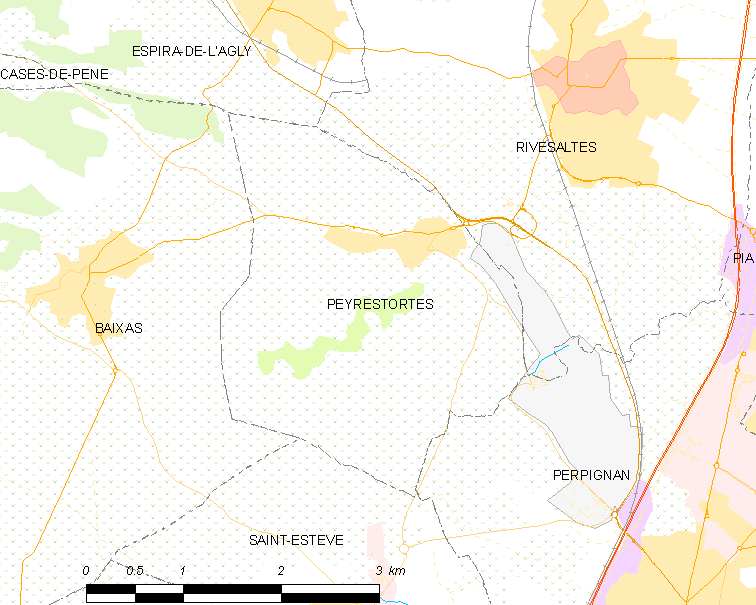
佩雷斯托尔特的OSM定位图

## 行政
佩雷斯托尔特的邮政编码为66600，INSEE市镇编码为66138。

## 政治
佩雷斯托尔特所属的省级选区为勒里贝拉勒县。

## 人口

1962-2008年间佩雷斯托尔特人口变化图示

佩雷斯托尔特于2022年1月1日时的人口数量为1808人。